# Pink Fairies

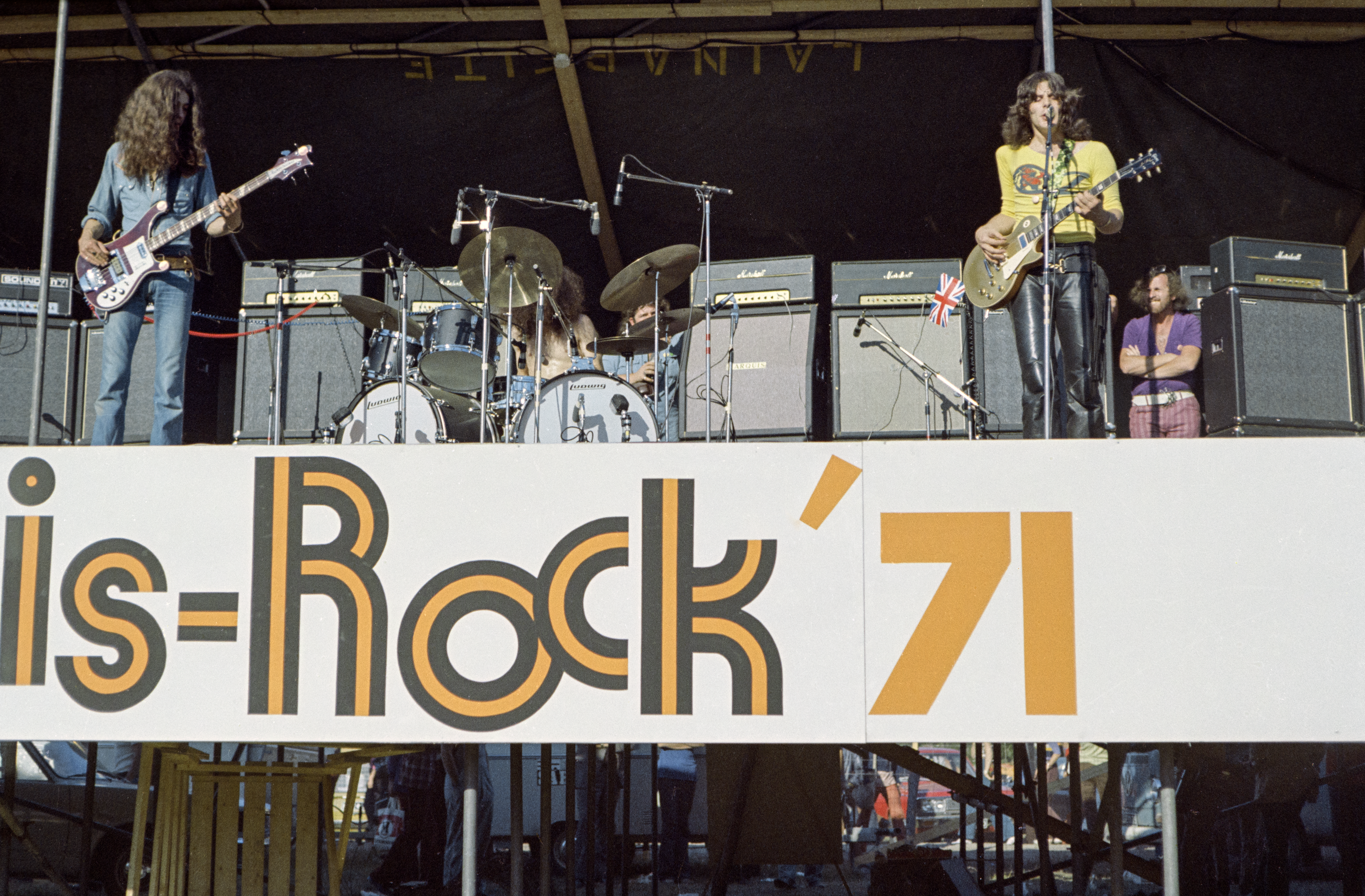
Pink Fairies im 1971, Ruisrock

Die Pink Fairies waren eine britische Rockband.

## Geschichte
Die Band ging 1969 in London aus den verbliebenen Mitgliedern der Rockband The Deviants hervor.
Im Juli 1970 begleiteten die Deviants (Russ Hunter; Paul Rudolph, Gitarre; Duncan Sanderson, Bass) Sänger und Drummer Twink (eigentlich: John Alder, früheres Mitglied der Pretty Things) auf der LP Think Pink. Die vier beschlossen, gemeinsam weiterzumachen, und nannten sich fortan Pink Fairies. „Ihr Ruf als Drogenkonsumenten mit ausschweifendem Lebensstil verbreitete sich schneller als das Wissen über ihre Musik, bis sie einen Plattenvertrag bei Polydor erhielten.“ (“Their reputation for drug-taking and general debauchery spread faster than knowledge of their music, until they secured a contract with Polydor …”.)
Nach einer Single und einer LP auf Polydor verließ Twink die Band, und für eine weitere LP sprang Trevor Burton (ehemals bei The Move) ein – What a Bunch of Sweeties erreichte Platz 48 der britischen Albumcharts. 1972 schloss sich Gitarrist und Sänger Larry Wallis der Band an; als Trio (Wallis/Sanderson/Hunter) brachten sie die LP Kings of Oblivion heraus, aber ohne kommerziellen Erfolg.
„Zusammen mit Hawkwind waren sie die Könige des Benefiz-Konzerts – d. h. sie spielten gratis für Hippies.“ (“Along with Hawkwind they were the kings of the benefit gig ie playing for hippies for nothing.”) Entsprechend löste sich die Gruppe 1974 wegen finanzieller Schwierigkeiten auf. Eine kurze Wiedervereinigung gab es für ein Konzert im Londoner The Roundhouse 1975. Eine Aufnahme des Konzerts wurde 1982 von Chiswick Records als LP unter dem Titel At the Roundhouse herausgebracht.
Larry Wallis gründete parallel (mit Lemmy von Hawkwind) die Band Motörhead, verließ sie aber nach dem ersten Album. Er ging zu Stiff Records, wo er die Pink Fairies noch einmal für eine Single zusammenbrachte, mit Martin Stone für Rudolph. Twink sammelte für eine Solo-EP 1977 Rudolph, Sanderson und Hunter als Begleitband um sich.
1984 gingen Mick Farren, Wallis und Sanderson mit Wayne Kramer und George Butler als The Deviants auf Tournee, eine Live-LP war das Resultat. 1987 folgte eine weitere Reunion der Pink Fairies – diesmal mit Larry Wallis, Gitarre und Gesang; Andy Colquhoun, Gitarre; Duncan Sanderson, Bass und Gesang; sowie den beiden Drummern Twink und Russell Hunter. Aus dieser Zusammenarbeit entstand das Album Kill ’em and Eat ’em.

## LP-Diskografie
- 1971: Never Never Land
- 1972: What a Bunch of Sweeties
- 1973: Kings of Oblivion
- 1982: At the Roundhouse (Live Juli 1975)
- 1984: Previously Unreleased
- 1987: Kill ’em and Eat ’em